# Крка (Адріатичне море)
Крка (хорв. Krka) — річка в Хорватії (басейн Адріатичного моря). 
Довжина річки — 73 км, площа басейну — 2 088 км².
Річка знаменита своїми водоспадами, більша частина долини Крки розташована на території однойменного національного парку.
Найбільша притока — Чикола (ліва).
На Крці розташовані міста Книн, Скрадин та Шибеник.

## Географія протікання
Річка бере початок на схилах найвищої вершини Хорватії — гори Динари (1 831 м) поблизу кордону з Боснією і Герцеговиною.
У верхів'ї Крка являє собою бурхливий гірський потік, нижче Кніна течія дещо уповільнюється. Майже від самого Кніна річка протікає територією національного парку «Крка». Долина річки на цій ділянці іноді звужується, перетворюючись в каньйон. На території парку Крка утворює 7 водоспадних каскадів (див. тут).
У пониззі Крка протікає через велике Проклянське озеро і впадає в море поблизу міста Шибеника.